# Boeica griffithii
Boeica griffithii är en tvåhjärtbladig växtart som beskrevs av Charles Baron Clarke. Boeica griffithii ingår i släktet Boeica och familjen Gesneriaceae. Inga underarter finns listade i Catalogue of Life.